# Die große Leidenschaft (1928)
Die große Leidenschaft ist ein französisches Sportler-Stummfilmdrama aus dem Jahre 1928 von André Hugon mit Lil Dagover in der weiblichen Hauptrolle.

## Handlung
Der Film spielt überwiegend in Südfrankreich, nahe der Pyrenäen. Dort ist Jean d'Espoey nicht nur ein Jurastudent, sondern auch ein begeisterter Rugbyspieler. Er, der einst das Vermögen seiner Eltern geerbt hat, die bei einem Autounfall ums Leben kamen, hofft, sein Toulouser Team, dem er als Kapitän vorsteht, zur endgültigen Krönung führen zu können, indem er die französische Meisterschaft gewinnt. Er trifft auf die mondäne Schauspielerin Sonia de Blick, die ihn für sich zu erobern sucht, doch er will sich weiterhin auf sein sportliches Ziel konzentrieren.
Sonia hofft jedoch, dass er ihrem Charme erliegt und tut alles, um von ihm Besitz zu ergreifen. Doch sie muss erkennen, dass nicht sie, sondern sein Sport seine, wie der Titel verheißt, große Leidenschaft ist und auch immer bleiben wird. Und so verzichtet sie nach einem Attentatsversuch auf ihre größte Konkurrentin, die blonde Mary Bush, die mit Jean auch noch die Rugby-Passion teilt, großmütig auf ihr Begehren.

## Produktionsnotizen
Die große Leidenschaft, gedreht im Sommer 1928, erlebte seine Uraufführung am 21. Dezember 1928, am 1. Februar 1929 fand die Deutschlandpremiere in Berlins Schauburg statt.
Die Filmbauten entwarf Christian-Jaque.

## Kritiken
Georg Herzberg schrieb im Film-Kurier: „An dem Film interessiert weniger die publikumssichere, aber etwas schablonenhafte Handlung als das Drum und Dran. (…) Es gibt da in allen Einzelheiten gut aufgenommene Rugby-Schlachten, es gibt hübsche Landschaften aus den Pyrenäen, den Luxus in dem Pariser Amüsierlokal ‚Lido‘ …und schließlich einen aufregenden Ausklang in S. Moritz mit … einer sensationell aufgenommenen Schneeschuhjagd. (…) Lil Dagover in der Hauptrolle ist wieder die schöne elegante Frau mit dem Schuß Resignation.“
Siegfried Kracauer meinte in der Frankfurter Zeitung: „Die Handlung ist nicht nur reichlich blöd, sondern Frau Dagover sieht auch alt aus. Was sollen diese Nichtigkeiten, die auch noch von einer lächerlichen Weltfremdheit sind? Erwähnenswert sind höchstens ein paar Aufnahmen vom Pariser Stadion und von den sportlichen Kämpfen.“